# Théacrine
La théacrine est une dérivée de la xanthine et, à l'instar des autres composés de cette famille, un stimulant dopaminergique de puissance modérée.
On trouve traditionnellement cette substance dans certaines plantes ainsi que des infusions originaires de Chine. Des produits à base de théacrine font récemment leur apparition sur le marché des stimulants à destination des sportifs.
Le composé est très similaire à la caféine ; il s'en distingue par une puissance plus forte et une durée d'action décrite comme plus longue, ainsi qu'un potentiel addictif potentiellement moindre. La théophylline, également similaire mais moins puissante, est utilisée en médecine notamment dans les traitements anti-asthmatiques.

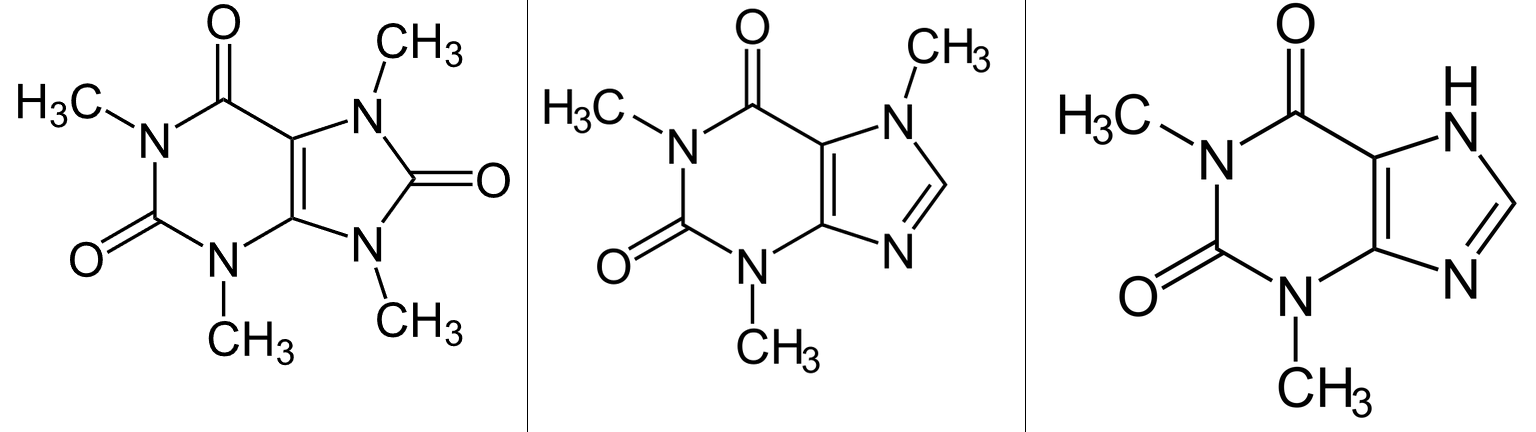
Formules de la théacrine, de la caféine et de la théophylline.